# Bignoux

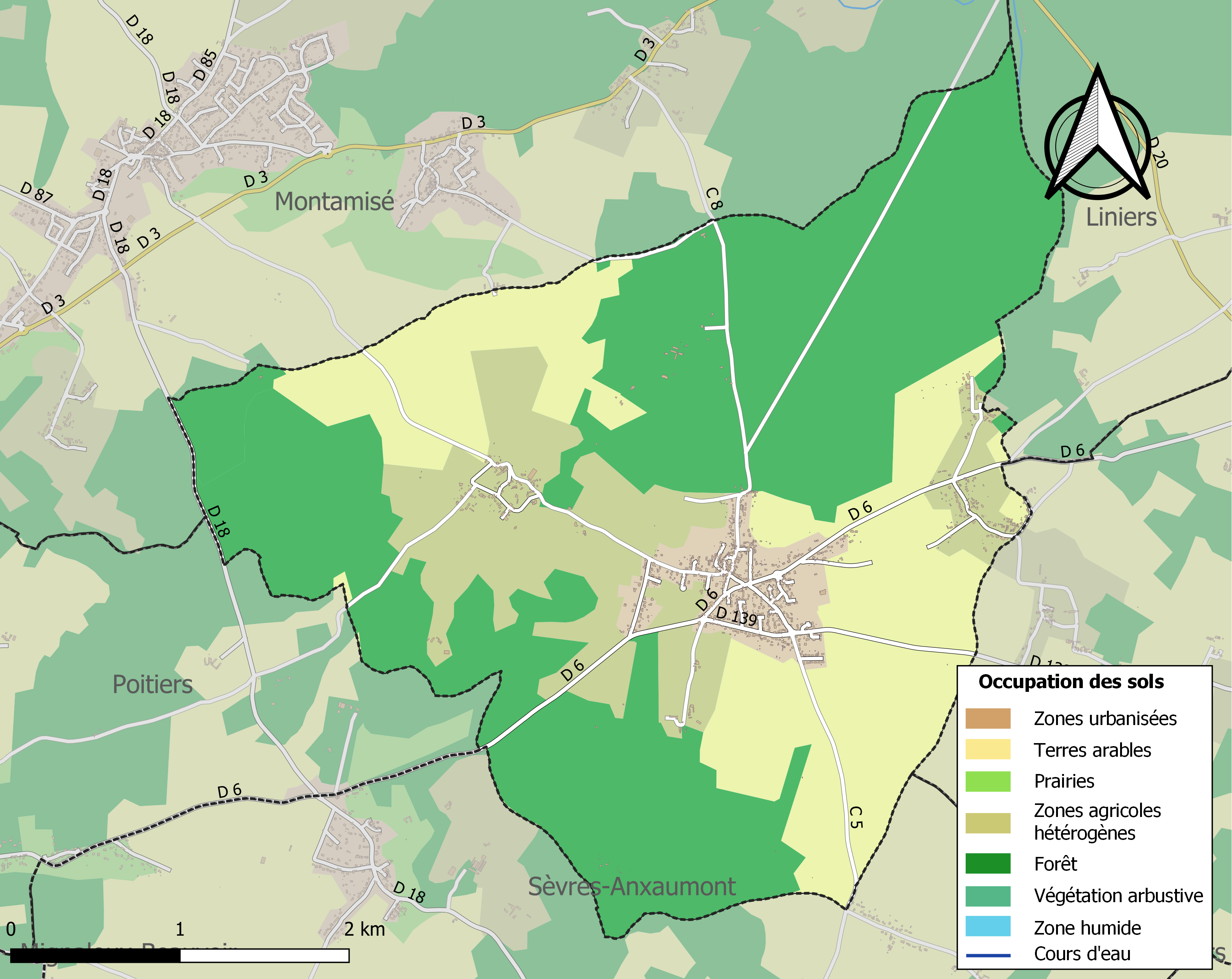
mapa

Bignoux – miejscowość i gmina we Francji, w regionie Nowa Akwitania, w departamencie Vienne.
Według danych na rok 1990 gminę zamieszkiwało 800 osób, a gęstość zaludnienia wynosiła 55 osób/km² (wśród 1467 gmin regionu Poitou-Charentes Bignoux plasuje się na 385. miejscu pod względem liczby ludności, natomiast pod względem powierzchni na miejscu 612.).